# Kagaku Murakami
Kagaku Murakami (jap. 村上 華岳 Murakami Kagaku); właśc. Shin’ichi Takeda (jap. 武田 震一 Takeda Shin’ichi) ur. 3 lipca 1888, zm. 11 listopada 1939 – japoński malarz, reprezentant stylu nihonga.
Pochodził z Osaki. Ukończył Szkołę Malarstwa w Kioto, gdzie jego wykładowcą był Seihō Takeuchi. Początkowo tworzył obrazy skrajnie realistyczne, z manierystyczną, staranną linią nawiązującą do tradycji japońskiego monochromatycznego malarstwa tuszem. Z czasem w swoich poszukiwaniach artystycznych zaczął sięgać do różnych stylów i technik, w tym do malarstwa europejskiego. W 1926 roku osiadł w samotni w Kobe.
Obrazy Murakamiego prezentowane były na prestiżowych wystawach Bunten. W 1918 roku wspólnie z Bakusenem Tsuchidą powołał stowarzyszenie Kokuga Sōsaku Kyōkai (国画創作協会), odwołujące się w swoim programie do tradycji malarstwa japońskiego. Malował głównie pejzaże i obrazy o tematyce zaczerpniętej z ikonografii buddyjskiej.

## Galeria

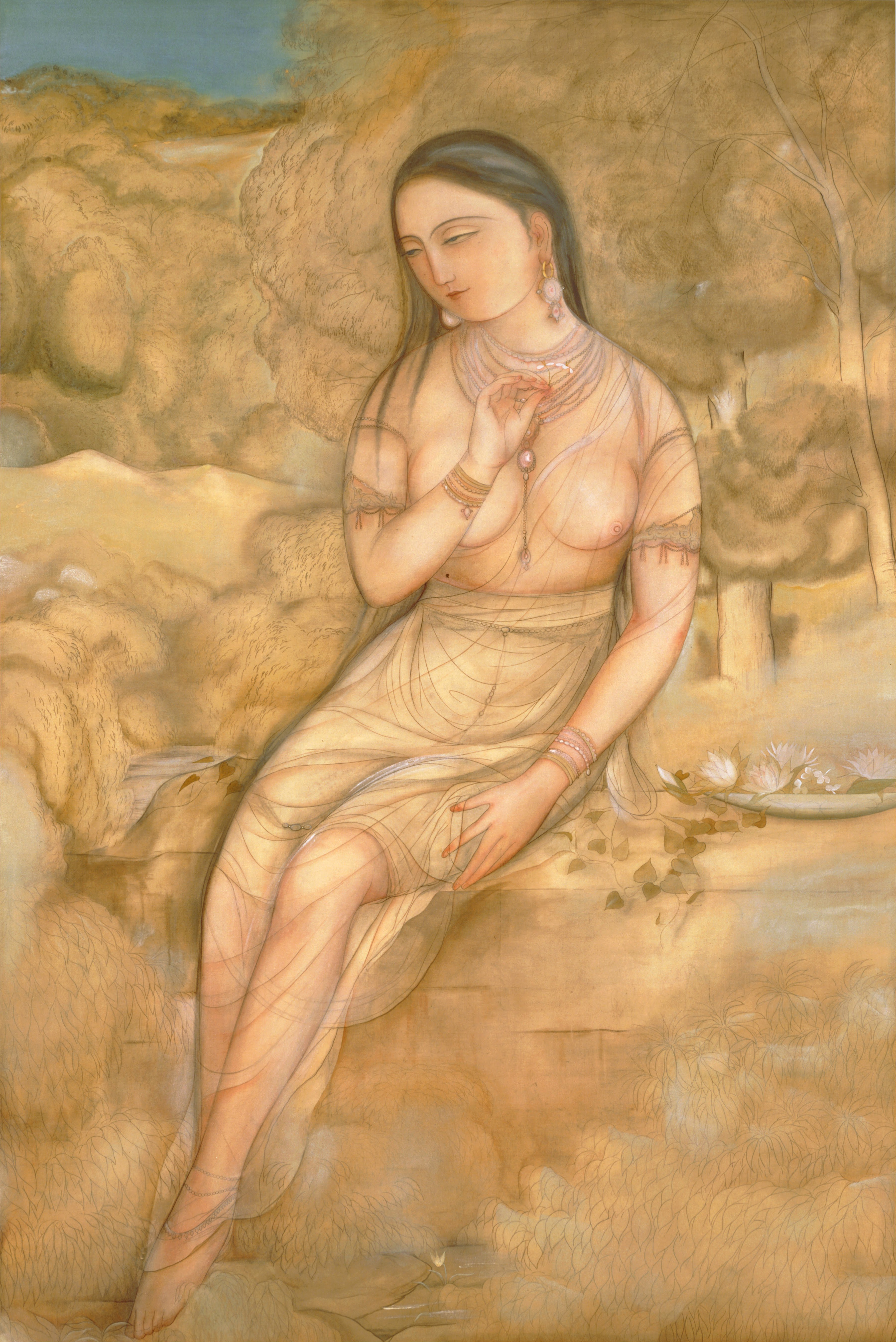
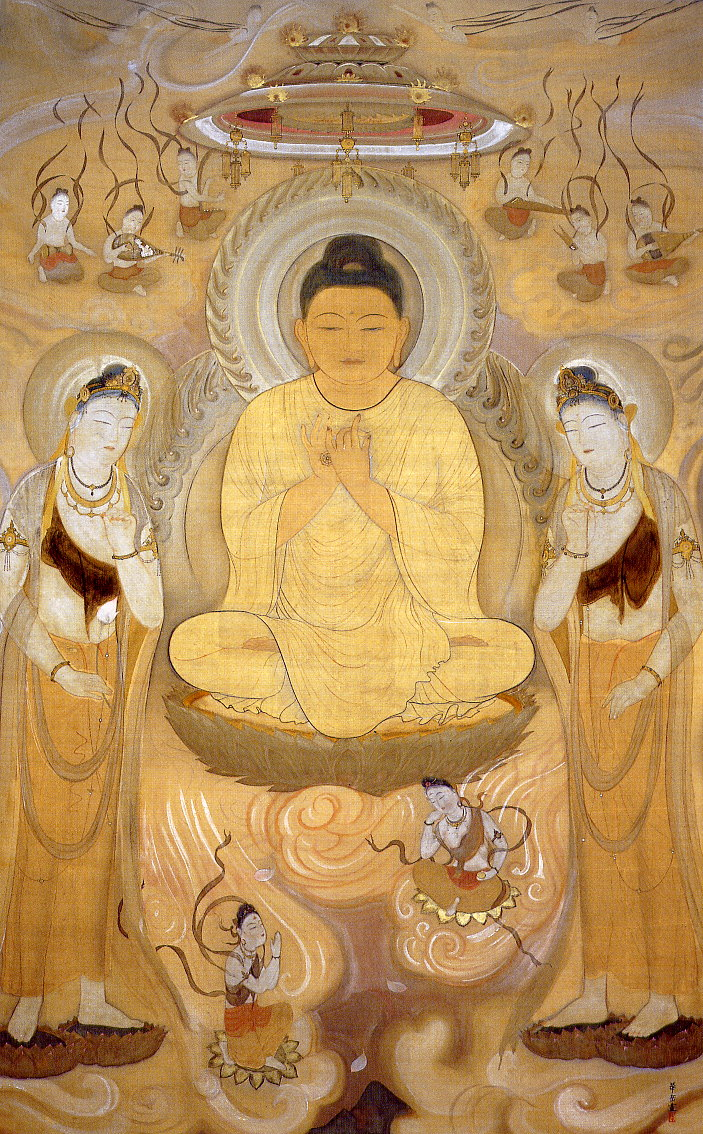
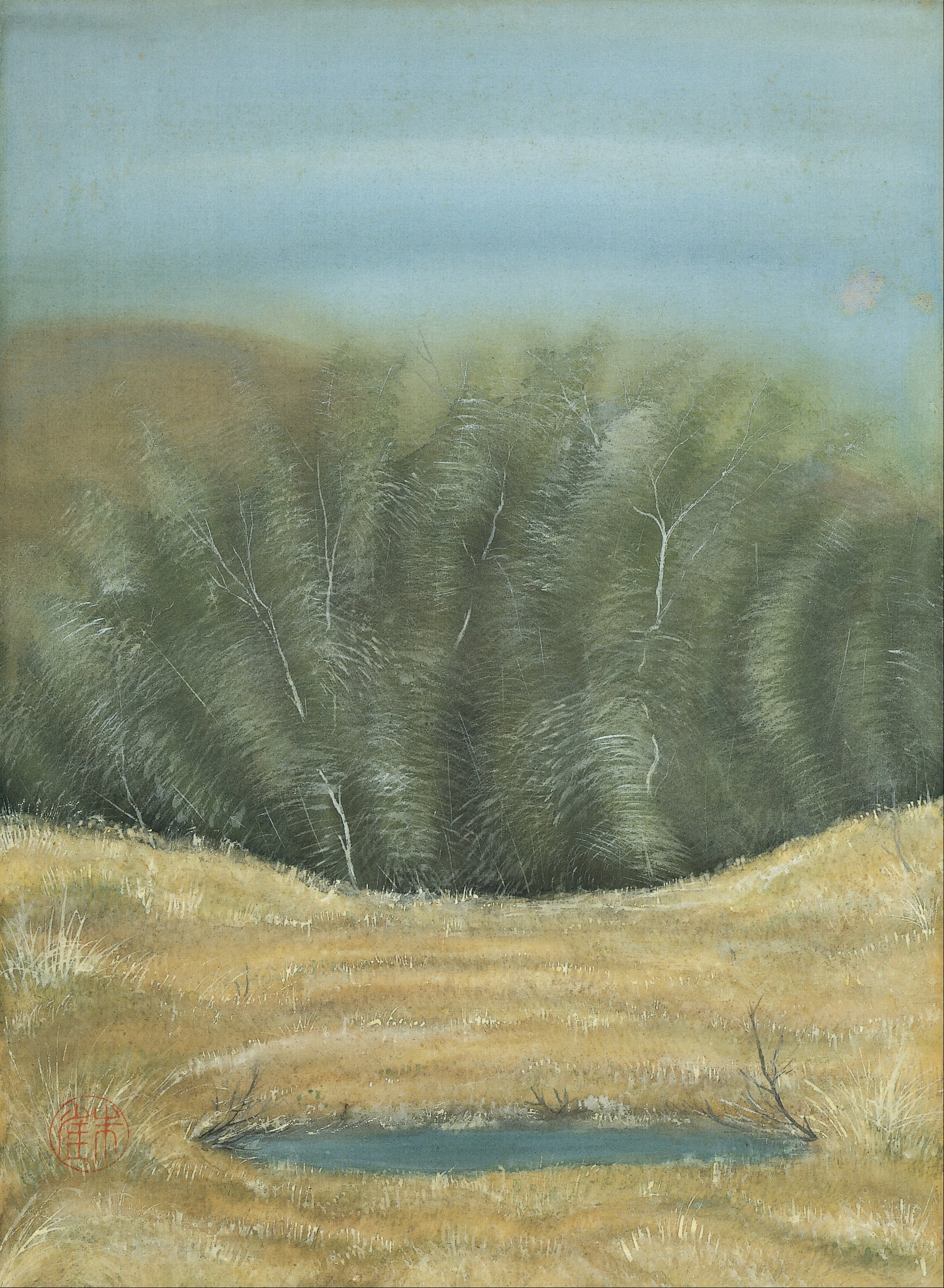
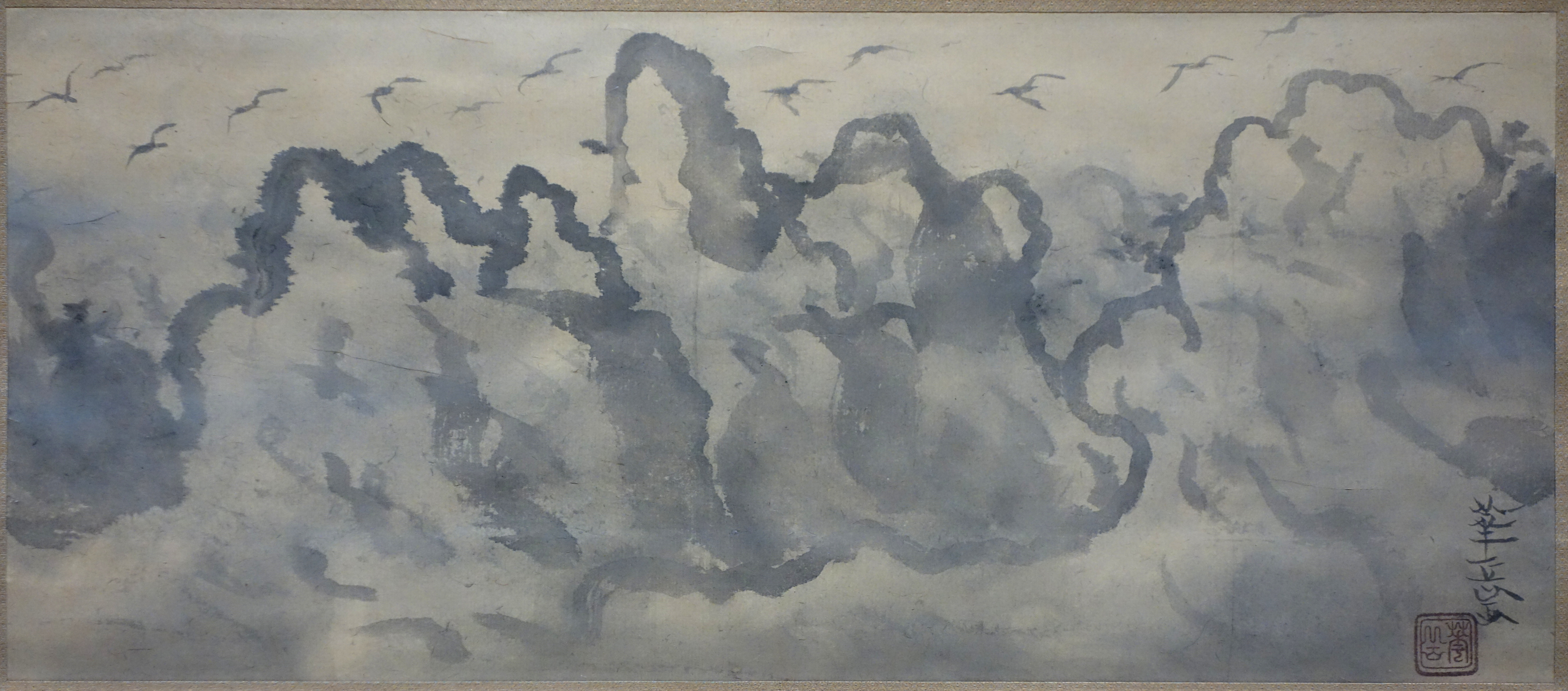
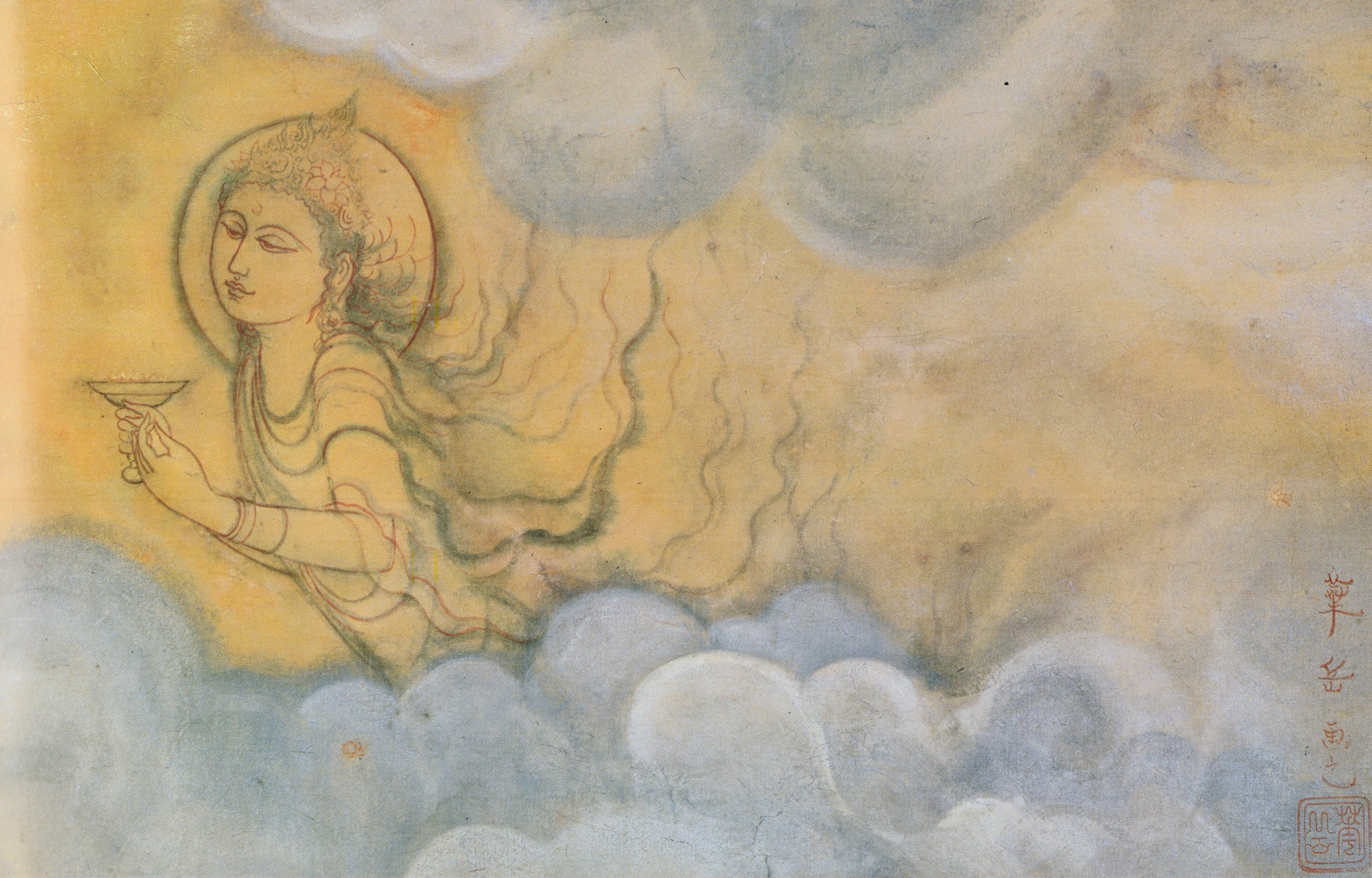